# ایر رجیونال
ایر رجیونال (به انگلیسی: Air Regional) یک شرکت هواپیمایی با کد یاتا AR است که در تاریخ ۲۰۰۱ میلادی تأسیس شده است. دفتر مرکزی ایر رجیونال در جاکارتا، اندونزی واقع شده‌است و قطب این شرکت هواپیمایی در فرودگاه جایاپورا قرار دارد و به ۳۲ مقصد، پرواز مستقیم انجام می‌دهد.